# Берлинский международный конгресс-центр
Берлинский международный конгресс-центр «ICC» (нем. Internationales Congress Centrum Berlin), сокращённо (нем. ICC Berlin) — это крытый комплекс в берлинском административном округе Шарлоттенбург-Вильмерсдорф, предназначенный для проведения крупных конференций, выставок, концертов, организации театральных представлений. Оператором комплекса является Messe Berlin GmbH.

## Строение

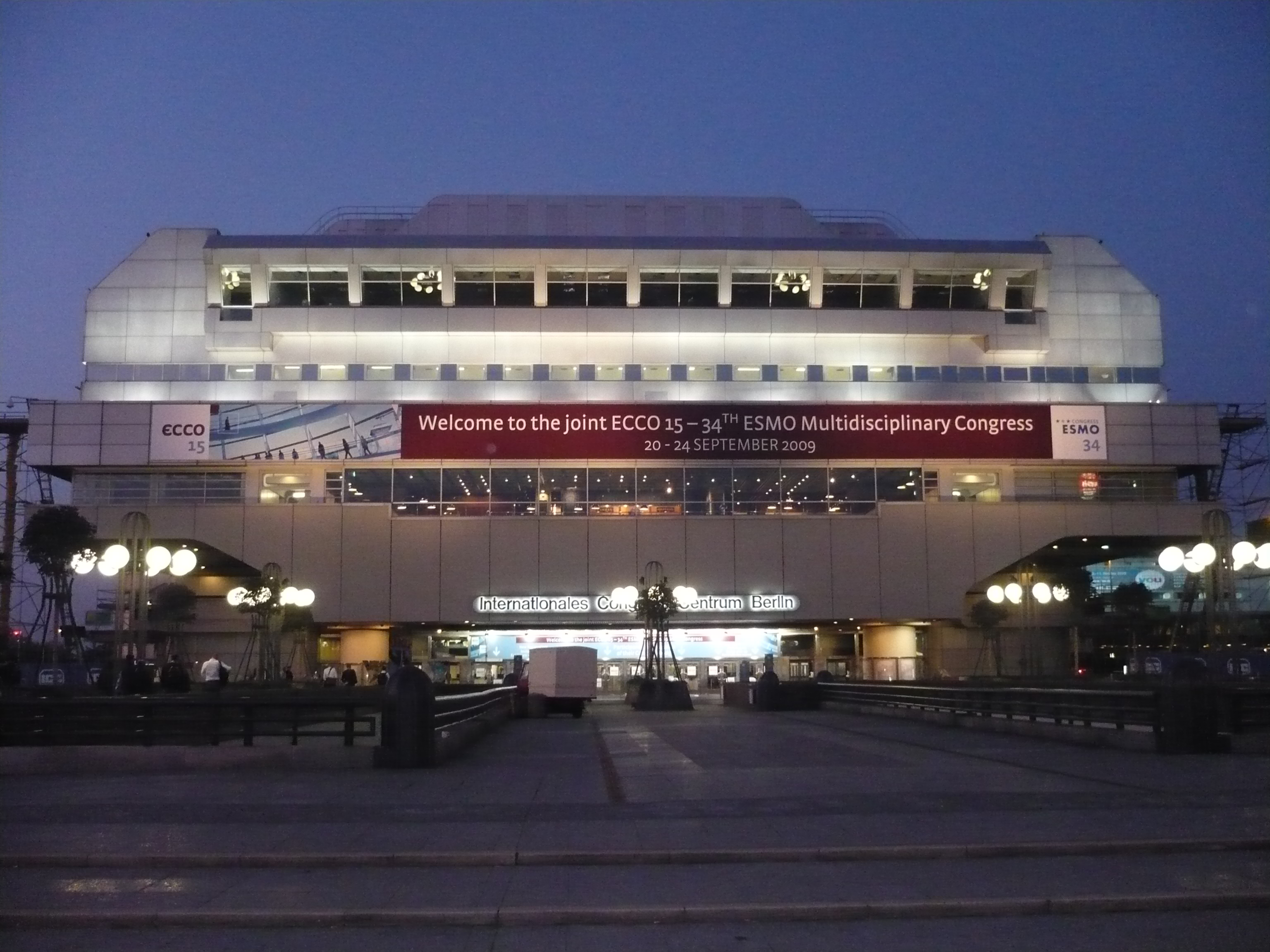
Главный вход в Берлинский международный конгресс-центр

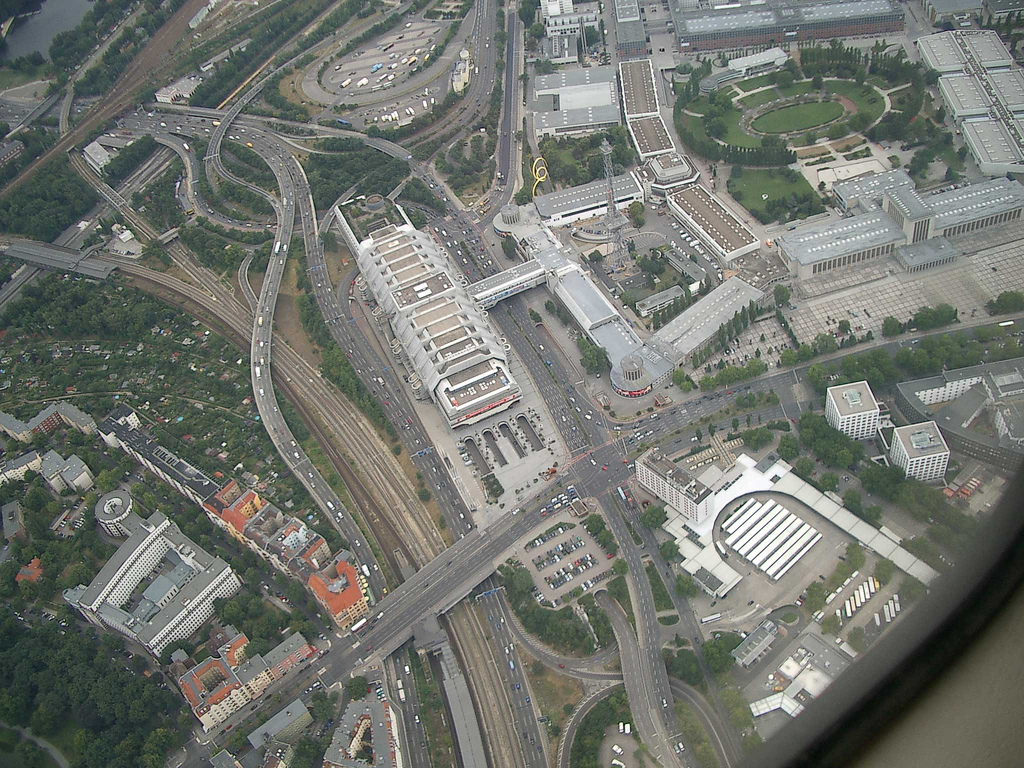
Вид с высоты птичьего полета. «ICC» — в центре

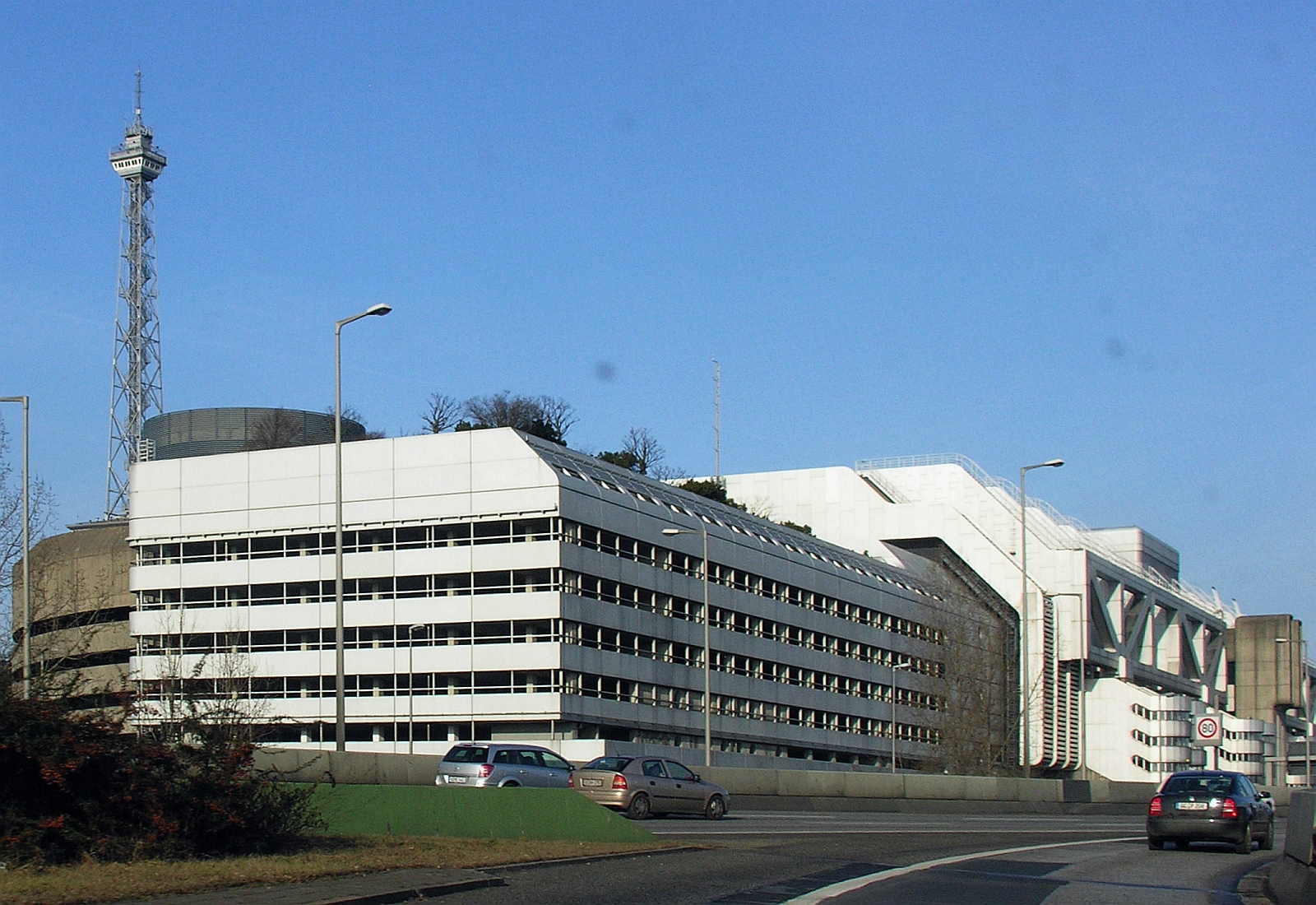
Многоэтажный гараж «ICC»
с садом на крыше

Берлинский международный конгресс-центр был построен по проекту архитекторов Ральфа Шюлера и Урсулины Шюлер-Витте, выигравших объявленный в 1965 году конкурс на проектирование этого здания.
Открытый в 1979 году «ICC» считается одним из крупнейших в мире конгресс-центров и служит образцом для сооружения зданий подобных масштабов. Строение (длиной 320 м, шириной 80 м, высотой 40 м) включает в себя 80 залов и помещений от 20 до 5000 мест, оборудованных современной техникой для проведения конференций и развлекательных мероприятий всех видов. Размер сцены в главном зале 760 кв. метров 
.
Одним из первых мероприятий национального уровня проведенным в ICC стал 26 июня 1980 года конкурс красоты «Мисс Германия» на котором победила немецко-британская модель Габриэлла Брум и которая вскоре стала «Мисс мира 1980», но спустя 18 часов сдала корону обратно и отказалась от титула.
Алюминиевая обшивка «ICC» придаёт зданию сходство с космическим кораблём, что в эпоху планирования этого объекта соответствовало господствовавшим представлениям о самой передовой технике.
Строительство здания, которое относится к самым значительным сооружениям послевоенной Германии, стоило более 924 млн ДМ (около 473 млн Евро).
Переходной мост напрямую связывает конгресс-центр с выставочным комплексом «Мессе Берлин», что удобно для проведения совместных мероприятий. Выставочное и концертное оборудование транспортируется к находящейся под переходным мостом так называемой сцене (нем. Fahrstraße-Bühne) с помощью грузового лифта, оборудованного во внутреннем дворе радиобашни на территории «Мессе Берлин». Под пешеходным мостом расположены также гаражи пожарной команды и вход в комнату для высокопоставленных лиц, которым обеспечен прямой доступ к сцене с помощью так называемого «Лифта — VIP».
В конгресс-центре проводятся официальные церемонии открытия Международной зелёной недели, Международной туристской биржи и других масштабных выставок. «ICC» вмещает 9100 зрителей, размер сцены — 760 м².
«ICC» владеет собственным дизельным генератором электропитания, который в случае необходимости может при полной нагрузке производить достаточно электричества, чтобы снабжать здание независимо от берлинской электросети.

## Техническое оснащение
С конца 2009 года конференц-залы Международного конгресс-центра оснащены телевидением высокой чёткости (HDTV). Оборудование для проекторов, светодиодных экранов и ноутбуков обеспечивает высокое качество читаемости текстов и просмотра изображений.
Конгресс-центр имеет свой собственный аварийный генератор, который в случае необходимости делает здание независимым от электросети Берлина.
К основному зданию с юга примыкает многоэтажный гараж для парковки автомашин с собственным полицейским участком. На крыше гаража находится зелёный сад, также используемый для проведения различных мероприятий.

## Популярность
В Международном конгресс-центре ежегодно проводится более 500 всевозможных мероприятий, их посещают 220 тыс. человек, в том числе 130 тыс. — зарубежные гости.
В 2009 году «ICC» был повторно награждён премией «World Travel Award», которая ежегодно вручается лондонской медиакомпанией и приравнивается к «Оскару» в индустрии туризма. В голосовании принимали участие около 167 тысяч профессионалов туристского бизнеса всех континентов, работающих в агентствах, отелях, авиакомпаниях, туристических центрах и т. п.

## Скульптура перед зданием
Перед главным входом вскоре после открытия «ICC» на улице Нойе Кантштрассе (нем. Neue Kantstraße) было установлено 6,6-метровое монументальное произведение из бронзы французского скульптура Жана-Робера Ипустеги (годы жизни 1920—2006), созданное им в 1979 году под названием «Александр Великий вступает в захваченный город Экбатана». Поскольку бетонный фундамент со временем начал разрушаться, летом 2005 года скульптура была перенесена в один из залов выставочного комплекса.

## Транспортное сообщение
Рядом с конгресс-центром «ICC» на противоположной стороне Мазуреналлее (нем. Masurenallee) находится Центральный автовокзал «ZOB» для автобусов дальнего следования и пригородных маршрутов. Поблизости проходят линии Берлинской городской электрички «S-Bahn»  и городские автобусные маршруты . Удобное прямое сообщение предусмотрено от конгресс-центра «ICC» до Берлинского экспоцентра «Аэропорт» и нового аэропорта Берлин-Бранденбург, открытие которого несколько раз откладывалось.